# I've Been Loving You Too Long
I've Been Loving You Too Long (spesso chiamata anche I've Been Loving You Too Long (To Stop Now) è una canzone scritta da Otis Redding e Jerry Butler.
Il brano fu pubblicato come "lato A" di un singolo del 1965 di Otis Redding, ed in seguito fu inserita nel suo terzo album Otis Blue: Otis Redding Sings Soul. Il brano fu un enorme successo, riuscendo ad arrivare alla posizione numero 21 della Billboard Hot 100 ed alla seconda della classifica Billboard R&B, e tutt'oggi è uno dei brani più celebri di Redding. Il "lato B" del disco singolo era Just One More Day che fu un moderato successo, raggiungendo al massimo la posizione numero 85 della Hot 100.
La canzone è stata classificata alla posizione 110 della Lista delle migliori 500 canzoni di tutti i tempi stilata dalla rivista Rolling Stone.
Tra i musicisti che suonarono si ricordano: Isaac Hayes alla tastiera e al pianoforte (con Booker T. Jones), Steve Cropper alla chitarra e Donald Dunn al basso.

## Cover
La prima cover del brano fu registrata nello stesso anno dell'uscita del singolo di Redding dai The Rolling Stones, per il loro album live Got Live if You Want It!, anche se nella registrazione su disco era quasi del tutto sovrastata dalle urla dei fans. Redding, per risposta, registrò a sua volta una canzone dei Rolling Stones l'anno seguente, la celebre (I Can't Get No) Satisfaction.
Tuttavia la cover più celebre di I've Been Loving You Too Long rimane quella realizzata nel 1968 da Ike e Tina Turner per l'album Outta Season. Particolarmente celebre è questa versione per via del finale aggiunto, in cui Tina Turner, dopo un breve dialogo con il marito simulava un orgasmo.
Nel 1972 Caterina Caselli inserisce una cover del brano nell'album Caterina Caselli.
Fra gli altri celebri artisti ad aver interpretato una cover del brano, si ricordano Joe Cocker, Cat Power, Barbara Mandrell, Johnny Diesel e Tindersticks. Durante la trasmissione Non è la Rai, I've Been Loving You Too Long era una delle canzoni ricorrenti interpretate da Ambra Angiolini, anche se in realtà era cantata da Barbara Boncompagni. La stessa versione è stata pubblicata nella compilation Non è la Rai estate.
Seal ha recentemente registrato questa canzone per il suo album Soul, uscito nel 2008.